# Instituto Superior de Filosofía de Valladolid
El Instituto Superior de Filosofía de Valladolid (ISF), forma parte de la actividad investigadora y docente realizada por la comunidad dominíca en España. Actúa como el Centro Superior de Estudios Eclesiásticos de España, una entidad que los dominicos han creado en varios países, como el Instituto Superior de Ciencias Religiosas de Santo Tomas de Aquino de Kiev, perteneciente a la provincia dominica de Rusia y Ucrania.

## Historia
Al igual que el centro de Kiev, cuando la Santa Sede creó el ISF en 1965, este se encontraba agregado a la Facultad de Filosofía de la Universidad de Santo Tomás de Roma‑Angelicum, pero tenía su sede en Las Caldas de Besaya (Cantabria), donde en 1951 se instauró el Estudio General de Filosofía. Posteriormente en 1970, el ISF se trasladó al Convento Dominico de San Pablo en Valladolid, momento en el cual se integró en la Universidad Pontificia de Salamanca.  El Convento Dominico de San Pablo desde octubre de 2009, tras el Capítulo Provincial de Caleruega 2009, y secundando el Plan Provincial de Pastoral dominica, se ha unificado con el convento situado en el antiguo Colegio de San Gregorio, dando lugar al actual convento de San Pablo y San Gregorio.
En junio de 1996, debido a la creación de la Facultad de Filosofía de la Universidad de Valladolid, el descenso de las vocaciones religiosas y la expansión de los planes de estudios, el Instituto suspendió su actividad docente universitaria. A pesar de esto, ha proseguido con sus labores de investigación y colaboración con otros centros docentes tanto dominicos como privados (como la UPSA) tales como:
- 1985, - Conferencia de Ramiro Pinto sobre la experiencia personal en una secta destructiva. Tuvo que ser leída por los organizadores, al no poder asistir ante las amenazas de la organización a la cual se denunció.
- 1986, Seminario sobre El pensamiento alemán contemporáneo: Hermenéutica y teoría crítica, organizado junto a la Fundación F. Ebert, cuya reseña ha realizado Juan M. Almarza Meñica.
- 2008, se realizó el ciclo de conferencias de Cultura Contemporánea y Pensamiento Trágico ((SEMSOCU)) (enlace roto disponible en Internet Archive; véase el historial, la primera versión y la última)., organizado junto a la Universidad Europea Miguel de Cervantes (UEMC), impartido por Sixto José Castro Rodríguez y Llanos Gómez.

Actualmente solo conserva dos actividades estables, la Biblioteca:  especializada en filosófia, con más de 72 400 fichas de libros, 289 250 de artículos de revistas y 27 900 de colaboraciones en obras colectivas, parte de la red de bibliotecas de la Archidiócesis de Valladolid; y la revista especializada Estudios Filosóficos. El actual director del instituto, es el fraile dominico, Ángel Martínez Casado. Ha apoyado recientemente el Encuentro Internacional sobre Hermenéutica Analógica (movimiento filosófico iniciado por el filósofo mexicano Mauricio Beuchot)  (enlace roto disponible en Internet Archive; véase el historial, la primera versión y la última). organizado por el CEASGA (Centro de Estudios y Análisis Social de Galicia). Como una de las consecuencias de este encuentro, se ha creado la Revista Hermes Análogica (Revista Interdisciplinar sobre Hermenéutica Analógica)  Archivado el 13 de junio de 2010 en Wayback Machine., con ISSN 2171-8857.
Posteriormente, sobre la base del Instituto, ya Integrado en la Pontificia, se creó en el mismo edificio, en el Curso 1981-1982, la Escuela Superior de Ciencia de la Familia, con su Centro OIKOS de terapia familiar, y en el año académico 1993-1994 una Sección de la Universidad de la Experiencia promovida por la Junta de Castilla y León en la Universidad Pontificia de Salamanca, y hoy difundida por las otras Universidades como Programa Interuniversitario de la Experiencia.

### Revista Estudios Filosóficos
Fundada en 1952, es el actual medio de expresión y ensayo del ISF, y se edita de forma cuatrimestral, con ISSN 0210-6086. Actualmente la edita la Editorial San Esteban, la editorial de la provincia dominica de España. . Su actual director es Sixto José Castro Rodríguez. Los artículos publicados en Estudios Filosóficos son registrados, entre otros, en los siguientes índices:
- Linguistics and Language Behavior Abstracts
- Philosopher's Index
- Social Planning
- Policy and Development Abstracts
- Social Services Abstracts
- Sociological Abstracts.
- Francis (CNRS-INIST)
- PIO (Periodical Index Online)
- ISOC, Ciencias Sociales y Humanidades
- RBPH (Répertoire Bibliographique de la Philosophie de Louvain)
- European Reference Index for the Humanities (ERIH)